# 증류

간단한 증류 시험 장치
1. 가열 장치
2. 혼합물이 들어 있는 플라스크
3. 기화된 물질의 이동통로
4. 온도계
5. 냉각기구
6. 냉각수 입구
7. 냉각수 출구
8. 증류되어 분리된 물질
9. 기체 배출구
10. 분리된 물질 유입구
11. 온도 조절 스위치
12. 교반 조절 스위치
13. 가열기 받침
14. 중탕 장비(기름 또는 모래)
15. 혼합물
16. 냉각조

증류(蒸溜)는 상대휘발도(끓는점)의 차이를 이용하여 액체 상태의 혼합물을 분리하는 방법이다. 두 혼합물의 화학 반응 없이 물리적인 분리가 이루어지는 경우를 말한다.
영리적인 목적의 증류는 석유를 증류하여 휘발유, 경유, 등유와 같은 여러 종류의 연료로 분리하는 데에서부터, 공기를 증류하여 아르곤과 같은 특수한 기체를 얻는 데 이르기까지 광범위하게 사용된다.
고체와 액체의 혼합물은 무게, 입자의 크기, 용해도의 차이 등을 이용하여 분리시킬 수 있지만 물과 에틸알코올처럼 액체와 액체의 혼합물을 분리시킬 때나 소금물에서 물만을 분리해내는 경우 등은 다른 방법이 필요하다. 물질은 각각 일정한 끓는점을 가지고 있다. 따라서, 끓는점의 차이가 있는 혼합물을 가열하면 끓는점이 낮은 것이 먼저 증기가 되어 나오므로 이것을 냉각시켜 액체로 환원하여 모으면 분리시킬 수 있다. 이것을 증류라고 한다. 물의 끓는점은 1기압하에서 100 °C, 메탄올(메틸알코올)은 64.7 °C이므로 이 혼합물을 기열하면 메탄올이 먼저 증기가 되어 나온다. 단, 물도 다소 섞여 나오므로 한번의 증류로 완전히 분리하기는 어렵다. 처음에는 메탄올의 끓는점 부근의 온도 범위 내에서 나오는 증기를 모으고, 이것을 몇 번 되풀이하여 증류하면 차차 순수한 것을 얻을 수 있다. 이것을 재증류라고 한다. 증류의 초기에 나오는 증기에는 휘발성이 큰 불순물이나 증류 장치 내의 불순물이 섞여서 나오므로 이 부분을 버린다. 이것을 전류분이라고 한다. 또, 증류 플라스크 속의 액체를 완전히 증류하면 남아 있는 비휘발성인 불순물이 섞여 나올 가능성이 있으므로 조금 남겨서 버린다. 이것을 후류분이라고 한다.

## 역사

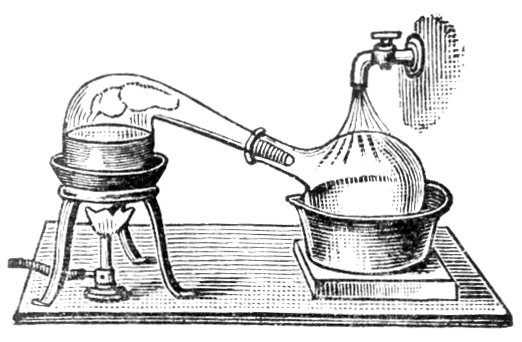
증류기를 이용한 증류

기원전 2000년경 오늘날의 이라크 지역인 메소포타미아의 바빌로니아에서 초기 증류 장치가 사용되었다. 기원전 500년경 파키스탄에서 알코올의 분리를 위해 사용된 증류 장치가 발굴되기도 하였다. 증류기술이 고대 그리스에 전달된 것을 기원후 1세기 경으로 이후 그리스에서는 대량의 증류주가 제조되었다.
보다 완벽한 증류를 위한 개선은 8세기경의 중세 이슬람 화학자들에 의해 이루어졌다. 그들은 순수한 알코올과 에스터와 같은 물질의 공업적 정제를 위해 증류를 사용하였다. 중세 이슬람 화학자 중 한 사람인 자비르 이븐 하이얀이 고안한 여러 실험 도구와 방법들은 오늘날에도 여전히 사용된다. 증류를 통하여 순수한 알콜을 증류한 최초의 화학자는 아부 유수프 야쿱 이븐 이샤크 알 킨디였다. 페르시아의 화학자 무함마드 이븐 자칼리야 알 라지는 세계 최초로 석유에서 등유를 증류하였다. 11세기 초 이븐 시나는 정유(精油)를 정제하기 위해 수증기 증류법을 사용하였다.
이후 12세기경 중세 유럽에 증류 기술이 전파되었다. 15세기 독일의 연금술사 브라운쉬바이그는 《증류 기술》을 저술하였다. 1512년 출판된 이 책은 증류만을 독자적으로 다룬 최초의 책으로 이후 여러 판본으로 번역되었다.
증류 기술의 발전은 증류주의 생산을 촉진시켰고 거대한 증류기를 이용한 스카치 위스키, 코냑, 데킬라, 보드카 등의 생산이 이어졌다.

## 같이 보기
- 분별 증류